# Buvolec stepní
Buvolec stepní (Alcelaphus buselaphus) je velká antilopa, která obývá rozsáhlé travnaté savany i polopouště Západní, Východní a Jižní Afriky, je jediným druhem monotypického rodu (Alcelaphus).

## Popis

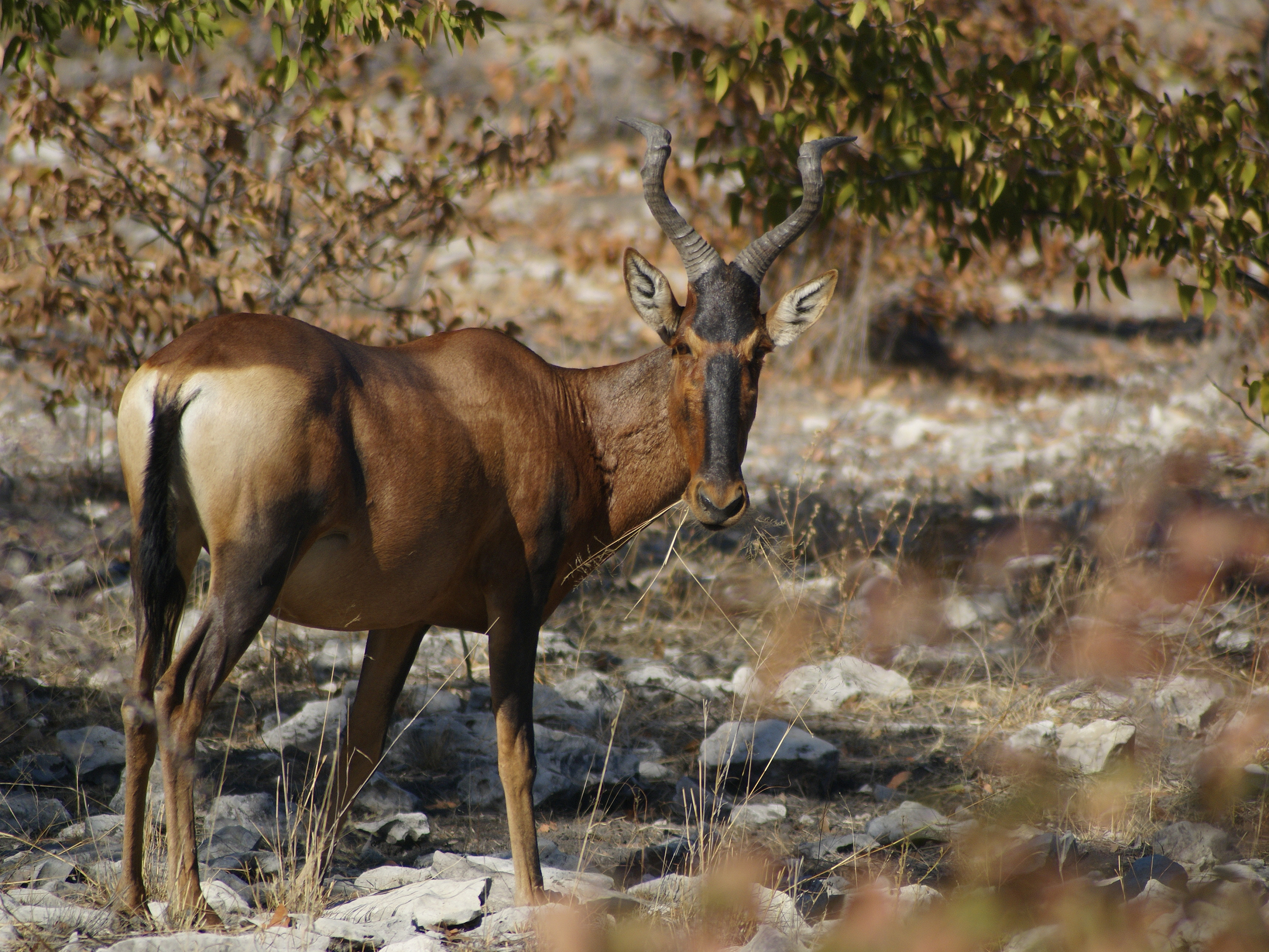
Buvolci stepní v Národním parku Etosha.

Buvolec není na pohled právě elegantní zvíře, působí vychrtlým dojmem a hřbet se mu výrazně svažuje od svalnatých plecí k nepoměrně útlé a nízké zádi. Krk je dlouhý a tenký, hlava úzká, protáhlá s hrbolem na temeni. Poměrně silné a dlouhé, výrazně prohnuté rohy nosí obě pohlaví. Samci je mají obyčejně delší a silnější, mohou měřit až 70 cm. Délka a tvar rohů u jednotlivých poddruhů se poněkud liší.
Zbarvení kolísá od čokoládově hnědé (buvolec Swayneův), přes červenohnědou (buvolec káma) až po pískově žlutou (b. lelwel, b. Cockův), samci mívají většinou poněkud tmavší zbarvení než samice a mláďata. Břicho má většina poddruhů buvolce světlejší, nejčastěji světle žluté, méně častěji bílé. U některých poddruhů (buvolec Swayneův, b. káma) se objevuje na kýtách, plecích, hlavě a někdy i na bocích černá nebo tmavohnědá kresba. Zadní končetiny bývají světlejší než přední.
Oči jsou tmavě hnědé, poměrně malé a stíněné dlouhými řasami. Ocas měří 45–70 cm a podobá se ocasu skotu, je ukončen štětkou černých chlupů. Délka těla se pohybuje od 1,7 až do 2,4 m, hmotnost 120–200 kg a výška v kohoutku 125–145 cm. Nejmenší je buvolec tora, největší b. kanki (západoafrický).

## Způsob života
Skupiny buvolců stepních obývají travnaté pláně subsaharské Afriky. Stáda jsou poměrně malá, jsou to spíše rodinné tlupy, čítající obvykle 5–30 jedinců. Tvoří je jeden samec s několika samicemi a jejich mláďaty. Samec na svou rodinu často dohlíží z vyvýšeného místa, nejčastěji z vrcholku termitiště. Výjimkou nejsou ani skupiny o 70 a více kusech. Často se pasou i ve smíšených stádech se zebrami, pštrosy nebo gazelami, přičemž pro svou ochranu využívají vynikajícího čichu zeber a zraku pštrosů. Buvolci mají denní aktivitu. Buvolec se vyznačuje mimořádnou skromností. Živí se především travinami, přičemž mohou spásat i uschlou trávu a tvrdá stébla, jimiž ostatní býložravci opovrhují. Příležitostně spásají i listy, zejména z akácií. Buvolci stepní dokáží vydržet dlouhou dobu bez vody, ale pokud mají možnost, rádi se napijí a válí se ve vodě. S chutí také olizují sůl.

## Predátoři
Buvolec není příliš oblíbenou potravou šelem. Příležitostně ho loví lvi, hyeny a psi hyenovití. Buvolci jsou velmi rychlí a vytrvalí běžci, v běhu dovedou změnit směr, aniž by museli snížit rychlost. V případě potřeby se také dovedou účinně bránit rohy.

## Rozmnožování
Námluvy probíhají zpravidla na konci období dešťů, samci při nich obhajují svá teritoria a bojují o samice. Souboje jsou velmi urputné, samci se přetlačují krky a rohy, často v kleče. Mnohdy při nich dojde ke zlomení rohu, ale vážná zranění častá nejsou. Samci se do sebe někdy rohy natolik zaklesnou, že s mohou uvolnit pouze za cenu zlomení rohu.Březost u buvolců stepních trvá 8 měsíců a samice rodí jediné mládě. To zůstává v rodinné tlupě celé tři roky. Poté mláďata matku opouští a sdružují se do samostatných stád, tzv. mládeneckých.

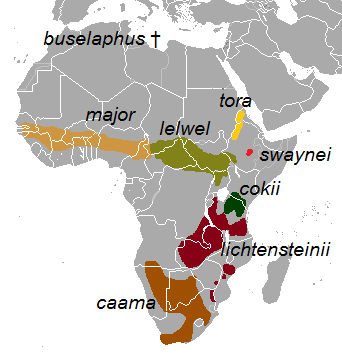
rozšíření poddruhů

## Poddruhy
V roce 1996 byl buvolec stepní zapsán do Červeného seznamu IUCN v kategorii LR/cd (lower risk/conservation dependent – druh, který je závislý na ochraně).
U buvolce stepního rozeznáváme několik poddruhů. Z toho je dominantní poddruh, buvolec severoafrický, již vyhuben a dva (buvolec Swaynův a buvolec tora) jsou v důsledku chorob, lovu i ničení přirozených stanovišť ohroženy.
| Poddruh                                                                                                  | Stupeň ohrožení | Rozšíření                                                                     | Stručný popis |
| --- | --------------- | ----------------------------------------------------------------------------- | --- |
| Buvolec kanki (západoafrický) (Alcelaphus buselaphus major)                                              | LR/cd           | Západní Afrika od Senegalu po Čad.                                            | Největší, světle zbarvený poddruh, rohy zepředu připomínají písmeno U. |
| Buvolec tora (Alcelaphus buselaphus tora)                                                                | EN              | Súdán a severní Etiopie.                                                      | Malý, tmavě hnědý poddruh, rohy široké, zepředu se podobají ležaté složené závorce. |
| Buvolec lelwel (Alcelaphus buselaphus lelwel)                                                            | LR/cd           | Čad, Středoafrická republika, jižní Súdán, oblast Velkých jezer               | Středně velký, žlutorezavý poddruh s nápadně protáhlou hlavou. Rohy mají zepředu tvar písmene V. Drobnější buvolci z Ugandy a oblasti Velkých jezer někdy bývají vyčleněni jako samostatný poddruh buvolec Jacksonův (A. b. jacksoni). |
| Buvolec severoafrický (Alcelaphus buselaphus buselaphus)                                                 | EX              | Pobřeží Alžírska, Tuniska a Maroka, v historické době také Egypt a Palestina. | V současnosti vyhuben, měl hustou světlou srst a rohy ve tvaru písmene U. |
| Buvolec korkaj (Swayneův) (Alcelaphus buselaphus swaynei)                                                | EN              | Východní Etiopie, severní Somálsko.                                           | Malý poddruh, rohy mají zepředu tvar ležaté složené závorky. Čokoládově hnědý s černými znaky na čele, kýtách a plecích. |
| Buvolec kongoni (Cokův) (Alcelaphus buselaphus cokii) (nebo cokei)                                       | LR/cd           | Keňa a Tanzanie, Serengeti.                                                   | Malý, pískově zbarvený se světlým břichem. Rohy podobné jako u buvolce tora, ale sevřenější. |
| Buvolec káma (Alcelaphus (buselaphus) caama)                                                             | LR/cd           | Jihoafrická republika, Botswana, Namibie.                                     | Velký, rezavohnědý s černými znaky na hlavě, plecích a kýtách. Rohy mají odpředu tvar V. Někdy bývá klasifikován jako samostatný druh (Alcelapus caama).                                                                               |
| Buvolec nkonzi (Lichtensteinův) (Alcelaphus (buselaphus) lichtensteini) dříve (Sigmoceros lichtensteini) | LR/cd           | Kongo, Mosambik, Zambie, jižní Tanzanie.                                      | Středně velký, pískově zbarvený se světlým břichem. Rohy silně zahnuté, zepředu vytvářejí tvar kruhu nebo srdce. Někdy bývá vyčleňován jako samostatný druh (Alcelaphus lichtensteinii.                                                |